# ジギタリス
ジギタリス（実芰答里斯、羅: Digitalis）とは、オオバコ科ジギタリス属（キツネノテブクロ属、学名: Digitalis）の総称である。狭義ではジギタリス属の特定の種（キツネノテブクロ、学名：Digitalis purpurea）を指す。

## 解説
地中海沿岸を中心に中央アジアから北アフリカ、ヨーロッパに20種あまりが分布する。一・二年草、多年草だけでなく、低木も存在する。園芸用に数種が栽培されているものの、一般にジギタリスとして薬用または観賞用に栽培されている種は、Digitalis purpureaである。
学名のDigitalis（ディギターリス）はラテン語で「指」を表すdigitusに由来する。これは花の形が指サックに似ているためである。数字のdigitやコンピューター用語のデジタル（ディジタル、digital）と語源は同じである。大きさは最大200cmぐらいになる。

## 逸話
西洋でジギタリスには、暗く寂れた場所に繁茂し不吉な植物としてのイメージが有るとされる。いけにえの儀式が行われる夏に花を咲かせるため、ドルイド達に好まれると言われる。
「魔女の指抜き」「妖精の帽子」「妖精の手袋」「魔女の手袋」などと呼ばれていた地域もある。悪い妖精がこの花をきつねにあげた。きつねが足に巻くと、足音がしなくなり、大手をふって鶏舎のまわりをうろつくことができた。そのため、「キツネの音楽」「キツネの鈴」「キツネの手袋」などとも呼ばれている。
メーテルリンクは「憂鬱なロケットのように空に突き出ている」と形容している。

## 栽培
花を目的として、花壇などで栽培されている。開花は5月から6月頃で、ベル状の花を咲かせる。
苗は、早春から春にかけて流通する。種から育てる場合、5月から6月が種播きの適期で、ほぼ1年後に開花する。種子はかなり細かいので、浅い鉢に播き、受け皿で吸水させて発芽させる。光に当たることで発芽する性質（光発芽種子）なので、覆土は薄くかける程度にする。水はけの良い土地を好むが、高温多湿にやや弱く、日本の暖地では栽培が難しい。

## 毒性と薬効
ジギタリスは全草に毒を有するため、観賞用に栽培する際には取り扱いに注意が必要である。ジギタリス中毒とも呼ばれる副作用として、不整脈や動悸などの循環器症状、嘔気・嘔吐などの消化器症状、頭痛・眩暈などの神経症状、視野が黄色く映る症状（黄視症）などが挙げられる。
その機序は、細胞膜にあるNa+ K+ ATPaseを阻害して、細胞内のNa+およびCa2+濃度を上昇させ、心筋の収縮性を亢進させる事である。
ジギタリスの葉を温風乾燥した物を原料としてジギトキシン、ジゴキシン、ラナトシドCなどの強心配糖体を抽出していたが、今日では化学的に合成される。古代から切り傷や打ち身に対して薬として使われていた。1776年に、英国のウィリアム・ウィザリングが強心剤としての薬効を発表した。それ以来、鬱血性心不全の特効薬としても使用されている。以前は日本薬局方にDigitalis purpurea を基原とする生薬が「ジギタリス」「ジギタリス末」として医薬品各条に収載されていたが、いずれも第14改正日本薬局方第2追補（2005年1月）で削除された。
ゴッホが「ひまわり (絵画)」などで鮮やかな黄色を表現したのは、ジギタリスの服用による副作用の黄視症だったのではないかという説もある。なお、ゴッホの晩年の作品「医師ガシェの肖像」には、ジギタリスが描かれている。

### 相互作用
カルシウム拮抗剤との薬物相互作用が報告されている。

## 下位分類
- Digitalis canariensis L.
- Digitalis cariensis Boiss. ex Jaub. & Spach
- Digitalis ciliata Trautv.
- Digitalis davisiana Heywood
- Digitalis dubia Barb.Rodr.
- Digitalis ferruginea L.
- Digitalis grandiflora Mill. オオバナジギタリス
- Digitalis isabelliana (Webb) Linding.
- Digitalis laevigata Waldst. & Kit.
- Digitalis lanata Ehrh. ケジギタリス
- Digitalis leucophaea Sm.
- Digitalis lutea L. キバナジギタリス
- Digitalis mariana Boiss.
- Digitalis micrantha Roth ex Schweigg.
- Digitalis obscura L.
- Digitalis parviflora Jacq.
- Digitalis purpurea L. キツネノテブクロ（狭義のジギタリス）
- Digitalis sceptrum L.f.
- Digitalis thapsi L.
- Digitalis trojana Ivanina
- Digitalis viridiflora Lindl.

## ギャラリー

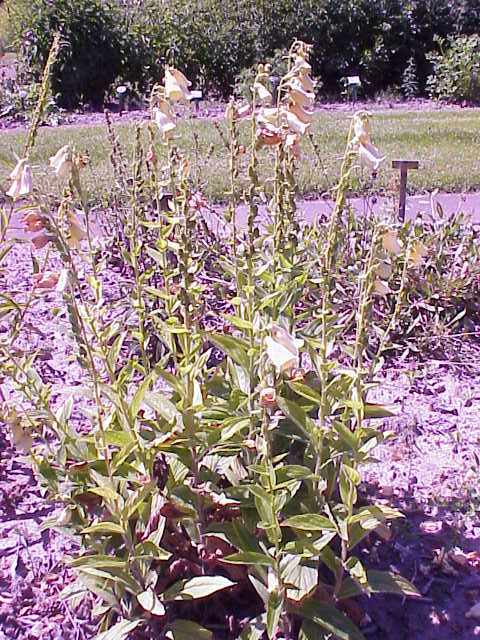
Digitalis ciliata
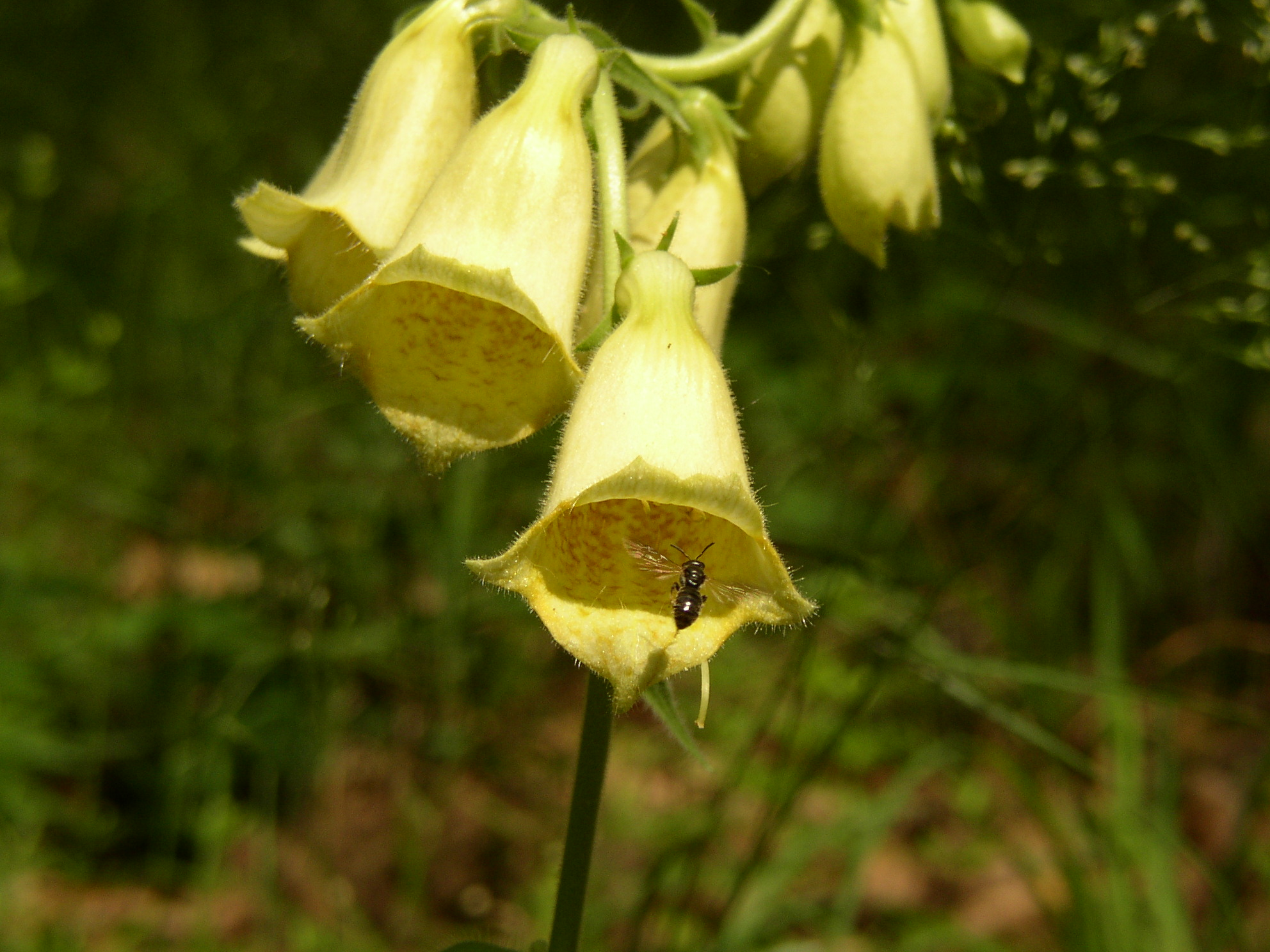
Digitalis grandiflora
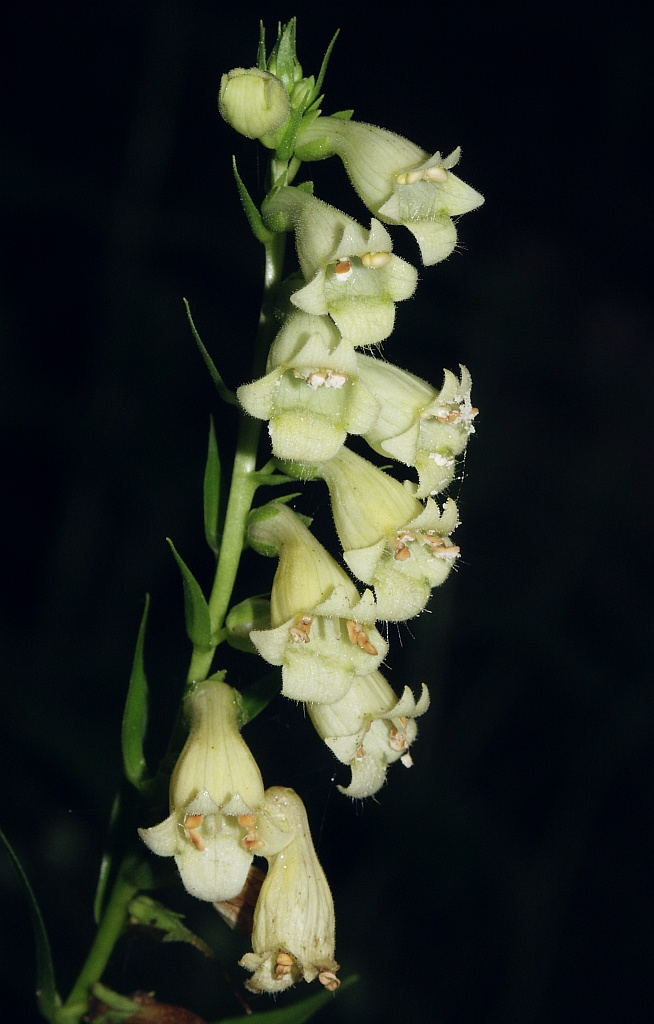
Digitalis lutea
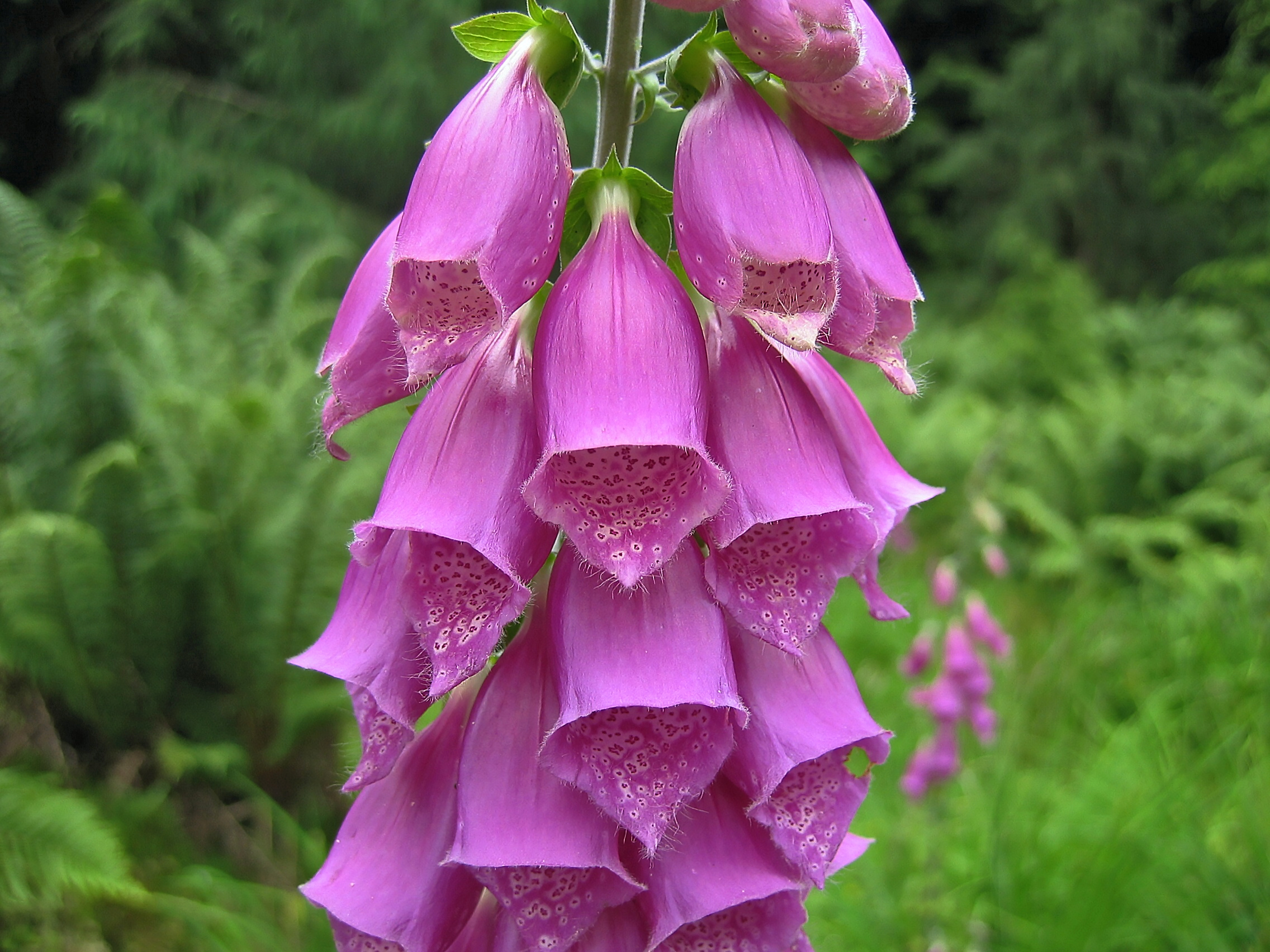
Digitalis purpurea
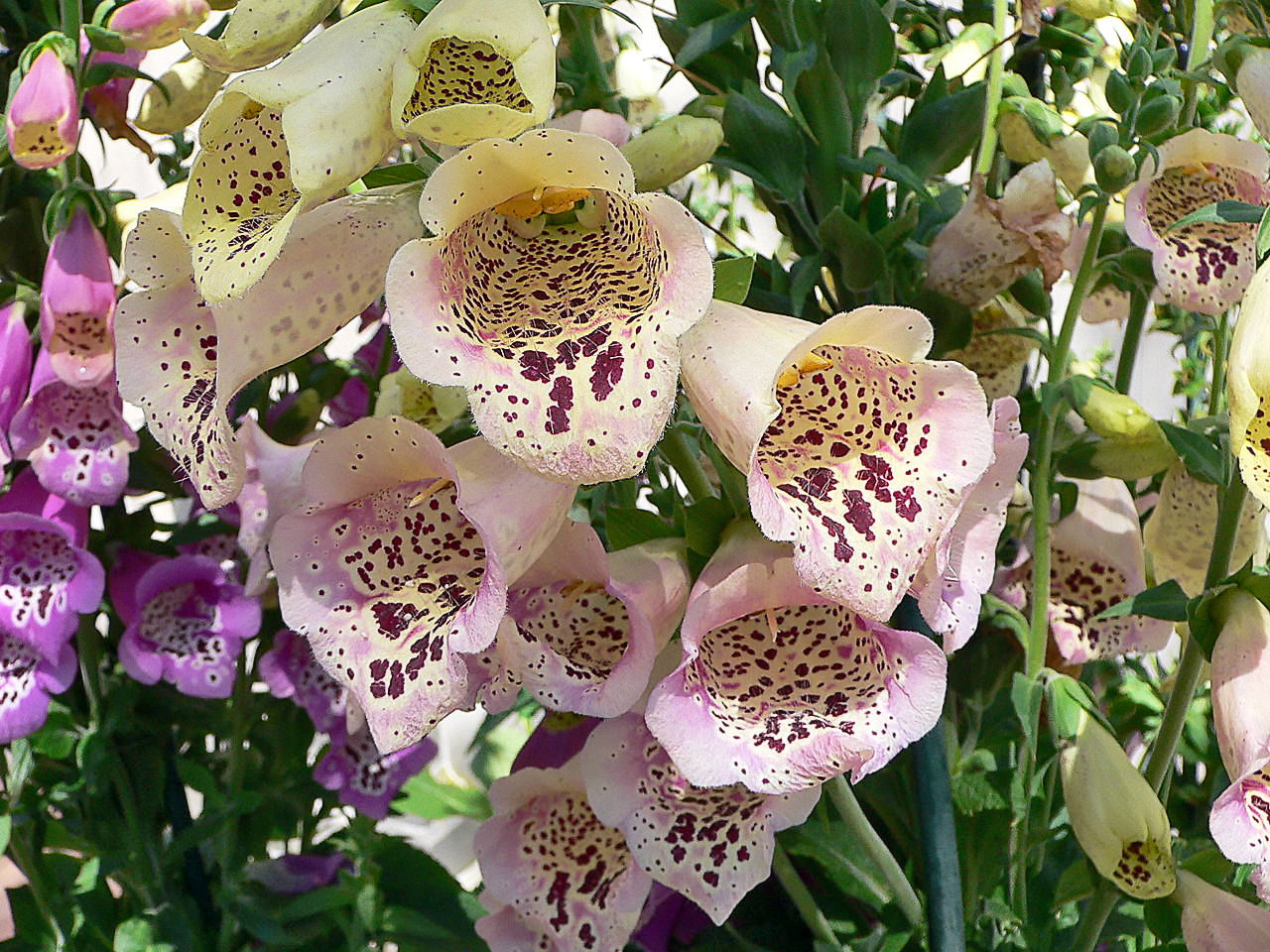
Digitalis purpurea
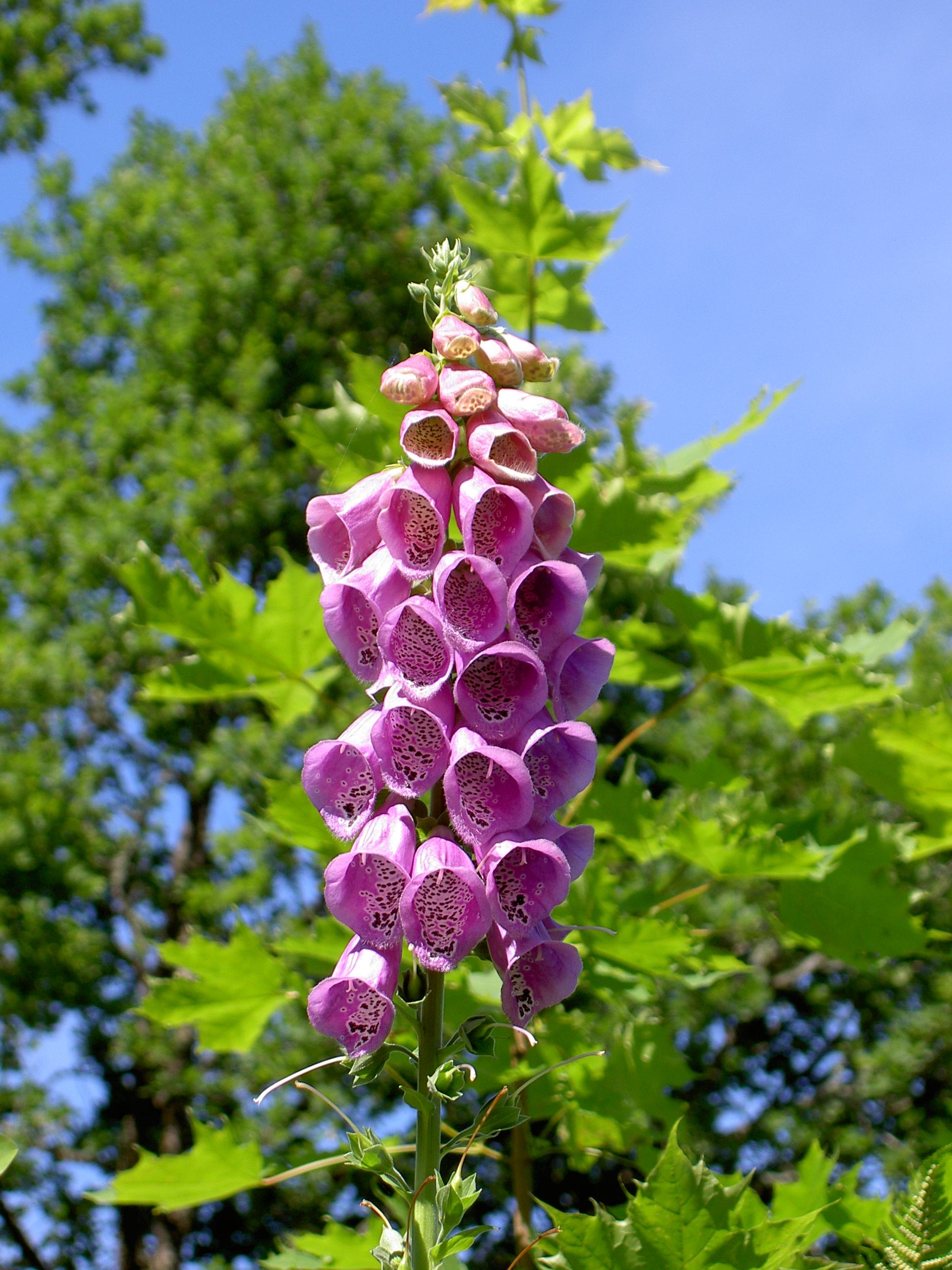
Digitalis purpurea
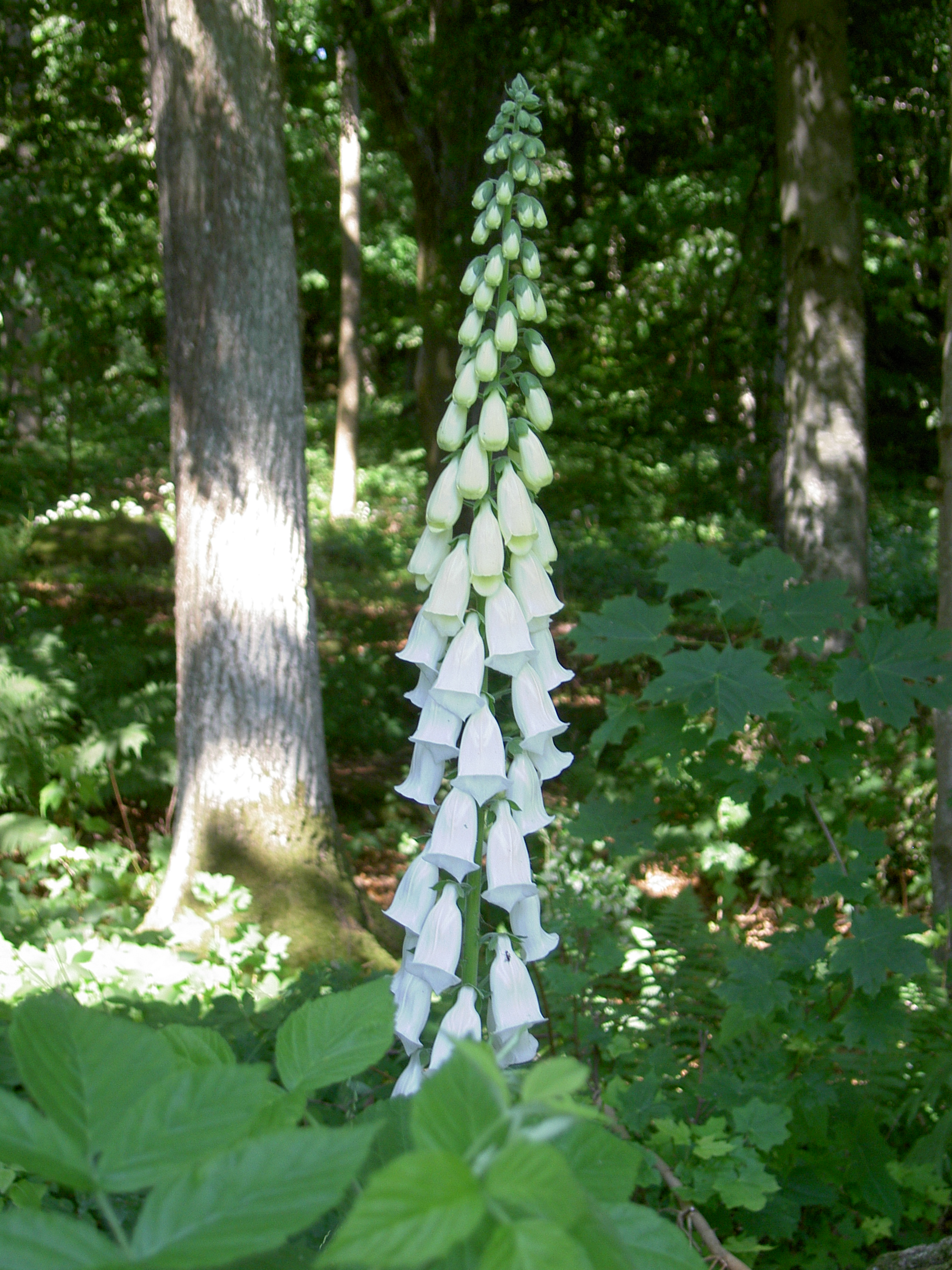
Digitalis purpurea var. alba
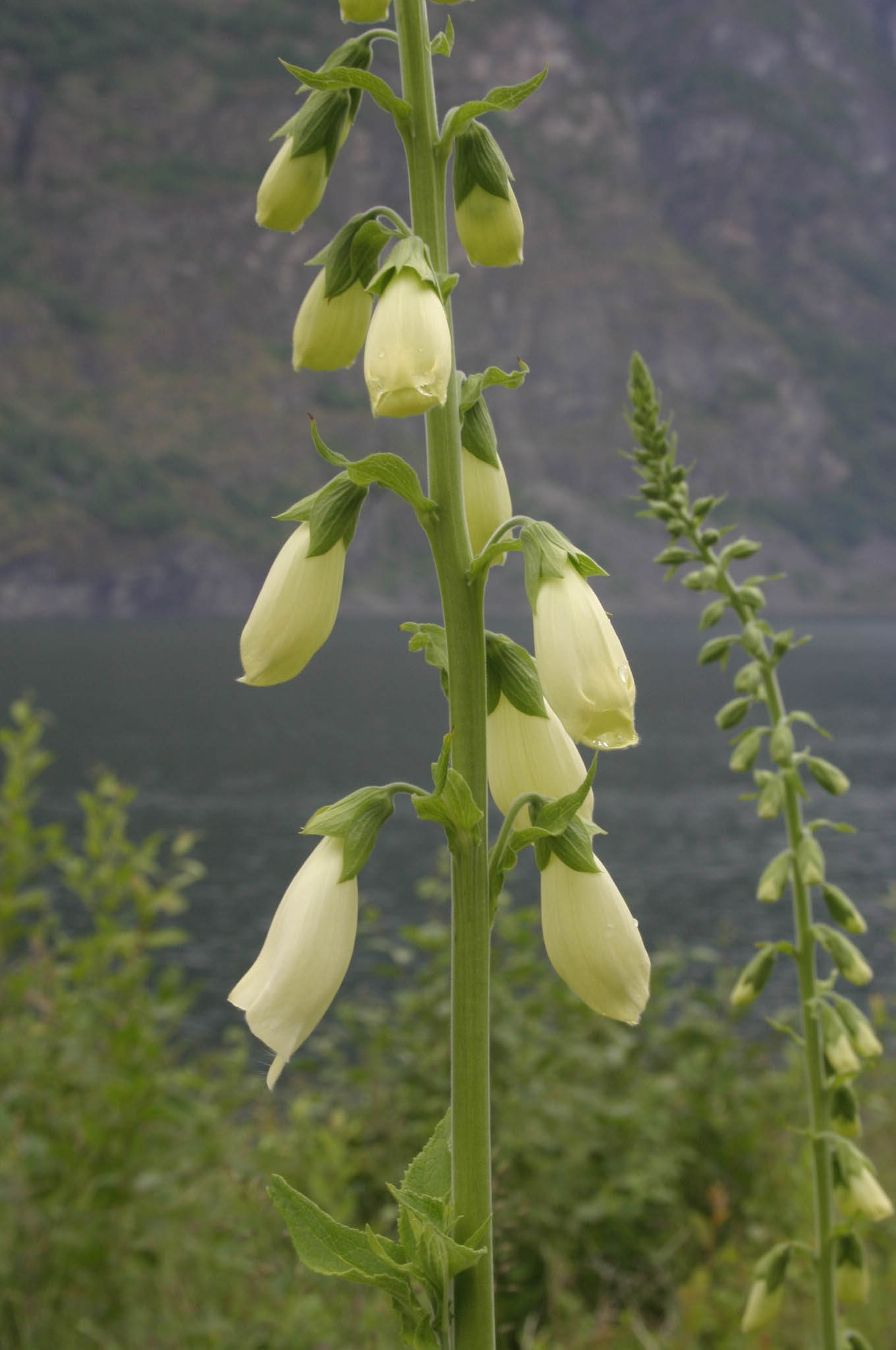
Digitalis sp.